# Zubovići (Novalja)
Zubovići is een plaats in de gemeente Novalja in de Kroatische provincie Lika-Senj. De plaats telt 218 inwoners (2001).